# The Colonel's Bequest
The Colonel's Bequest (El legado del coronel) es una aventura desarrollada por Roberta Williams y publicada por Sierra Online en 1989. Con la excepción de la aventura infantil Mixed-Up Mother Goose, fue la primera aventura gráfica de Roberta Williams ajena a la saga King's Quest tras varios años consecutivos dedicada a la misma. Fue lanzada originalmente para DOS, y posteriormente vería versiones en Amiga y Atari ST. 

## Argumento
Es la época de los años locos. Laura Bow es una estudiante de periodismo, hija del detective John Bow. Es invitada por su amiga flapper Lillian a pasar el fin de semana en una plantación propiedad de su tío, el coronel Henri Dijon, un veterano de la guerra de Cuba. El coronel ha convocado a todos sus familiares más cercanos para darles a conocer su testamento. Es el principio de una noche de misterio y muerte, ya que un asesino (o varios) se ocultan entre los herederos del coronel, y poco a poco, van siendo asesinados. Laura se ve envuelta en el misterio, y debe investigar a todos los parientes para encontrar al asesino antes de que acabe con todos sus familiares, o aún más, antes de que la propia Laura sea su víctima.

## Personajes
Entre estos personajes, con la obvia excepción de Laura Bow, se encuentra el asesino o asesinos. Los demás son víctimas potenciales. Algunos de los nombres de estos personajes están basados en figuras reales de la época. Es el caso de Rodolfo Valentino, W. C. Fields, Gloria Swanson, Clara Bow y Clarence Darrow. Estos personajes estaban basados en estereotipos comunes.
- Laura Bow: Protagonista. Amiga de Lillian. Estudiante de periodismo y detective como hobby.
- John Bow: El padre de Laura, anteriormente inspector de policía que luego se hizo periodista.
- Lillian Prune: La amiga de Laura, viste la moda "flapper" . Huérfana de padre desde muy joven, es hija de Ethel.
- Coronel Henri Dijon: Un excéntrico, reclusivo y rico anciano, luchó en la guerra de Cuba y vive solo en la plantación de azúcar que tiene en una isla y que data de la época de antebellum.
- Ethel Prune: La alcohólica hermana pequeña del coronel y madre de Lillian.
- Gertrude 'Gertie' Dijon: Viuda del hermano del coronel y madre de Gloria y Rudy.
- Gloria Swansong: Hija de Gertie y hermana de Rudy. Era actriz de Hollywood, pero se metió en problemas y tiene algún tipo de enfermedad.
- Rudolph 'Rudy' Dijon: Hijo de Gertie y hermano de Gloria. Es un mujeriego aficionado al juego.
- Clarence Sparrow: Es el abogado del coronel y antiguo amante de Gloria.
- Dr. Wilbur C. Feels: Desde hace mucho tiempo es el físico personal del coronel.
- Fifi: La sexy doncella francesa que vive y "sirve" al coronel (y también "sirve" en secreto a Jeeves.)
- Jeeves: El mayordomo de la casa del coronel. Normalmente se mantiene en silencio.
- Celie: La cocinera de la mansión. Sus padres fueron esclavos en la plantación. Es el único personaje que hace amistad con Laura.
- Beauregard: El perro del coronel. No tiene más.
- Blaze: El viejo caballo del Coronel, le acompañó en la guerra, y por lo visto le salvó la vida.
- Polly: El loro del coronel.
- Familia Crouton: Anteriores propietarios de la casa.

## Sistema técnico
The colonel's bequest está basado en el parser SCI, ya estrenado con éxito por Sierra con King's Quest IV y utilizado desde entonces para todas las aventuras gráficas de la compañía. Utilizaba la versión 0 del parser, que aún estaba basada en controlar al personaje con el ratón (opcionalmente con el teclado) e introducir las órdenes por teclado. La resolución de pantalla era de 320x200 a 16 colores, y se hacía uso de tarjeta de sonido. Para su diseño, Roberta Williams tomó varios elementos que recuerdan a su primera aventura conversacional, Mystery House. Conocería una secuela titulada The Dagger of Amon Ra en 1992, convirtiendo a Laura Bow en una micro-saga de Sierra.
La peculiaridad de Colonel's Bequest es el hecho de que no se basa únicamente en resolver puzles como otras aventuras gráficas, sino que se requiere una minuciosa investigación de los personajes de la mansión y la búsqueda de pistas que permitan encontrar al asesino. Es posible, sin embargo, completar la aventura exclusivamente a base de puzles, o bien exclusivamente mediante la investigación de los personajes, existiendo también la posibilidad mixta, dándole al juego una variedad de caminos posibles muy elevada.